# Résif
 (décembre 2022).
Le Réseau sismologique et géodésique français Résif-Epos est un équipement national, inscrit sur la feuille de route des infrastructures de recherche éditée par le Ministère français de l’enseignement supérieur et de la recherche (MESR). La construction de Résif-Epos a été lancée en 2009, pour fédérer, moderniser et développer les moyens d’observation géophysique de la Terre interne.
En novembre 2023, l’Infrastructure de recherche nationale Epos-France a pris la suite de Résif. 

## Présentation
Le réseau sismologique et géodésique français Résif-Epos (devenu Epos-France en novembre 2023) est une infrastructure de recherche qui, entre 2011 et 2023 a déployé en France métropolitaine une instrumentation moderne pour la mesure des déformations de la surface terrestre. Les données recueillies permettent de comprendre la dynamique de la Terre interne, ses aléas naturels et anthropiques, et ses interactions avec l’atmosphère et l’océan.
Les données collectées ont été rendues accessibles au plus grand nombre sous la licence CC-BY 4.0. Elles ont été distribuées selon les standards et formats internationaux spécifiques à chaque type de données via les portails de données développés dans le cadre du projet. 
Résif - et désormais Epos-France - est intégré aux dispositifs européens (European plate observating system - EPOS) et mondiaux d’instruments permettant d’imager l’intérieur de la Terre dans sa globalité et d’étudier de nombreux phénomènes naturels.

## Organisation
L’Institut national des sciences de l’Univers (INSU) du CNRS coordonnait le consortium Résif-Epos, devenu Epos-France en novembre 2023, composé de la majorité des universités et organismes français concernés par la recherche en géosciences. Près de 200 chercheurs, ingénieurs et techniciens ont collaboré alors au quotidien pour faire de Résif-Epos un outil scientifique au service de la communauté mondiale des sciences de la Terre.

### Consortium
Résif a été construit sous forme d’un consortium, sous la double tutelle du Ministère de la transition écologique et du Ministère de l’enseignement supérieur, de la recherche et de l’innovation. Il impliquait 18 partenaires (en mai 2020) et s'appuyait sur des Observatoires des Sciences de l’Univers (OSU) implantés sur tout le territoire en forte interaction avec les universités et les collectivités locales.
Les partenaires impliqués dans le consortium Résif étaient, :
- Centre national de la recherche scientifique – CNRS - INSU (coordinateur)
- Bureau des recherches géologiques et minières – BRGM
- Commissariat à l’énergie atomique et aux énergies alternatives – CEA
- Centre national d’études spatiales – CNES
- Institut français de recherche pour l’exploitation de la mer – Ifremer
- Institut français des sciences et technologies des transports, de l’aménagement et des réseaux – Ifsttar, devenu Université Gustave Eiffel en 2020.
- Institut national de l’information géographique et forestière – IGN
- Institut de physique du globe de Paris – IPGP - Geoscope
- Institut de recherche pour le développement – IRD
- Institut de radioprotection et de sûreté nucléaire – IRSN
- Observatoire de la Côte d’Azur – Oca
- Université Clermont Auvergne – Uca
- Université Grenoble Alpes – Uga
- Université de Montpellier – UM
- Université de Strasbourg – Unistra
- Université de Nantes – UN
- Université Nice Sophia Antipolis – UNS
- Université Paul Sabatier Toulouse – UPS

En novembre 2023, Epos-France qui a succédé à Résif, compte désormais 19 partenaires au sein de son consortium.

### Gouvernance de Résif
Les 18 partenaires du consortium sont représentés à voix égale au comité directeur, qui décidaient notamment des orientations scientifiques et stratégiques de Résif et de la réalisation d’actions transverses et d’actions communes pour le consortium Résif sur proposition du conseil scientifique, du bureau ou du directeur du consortium. Le conseil scientifique était composé d’experts indépendants français et étrangers. C'est un organe consultatif garant de la pertinence et de la qualité scientifique des activités du consortium.
Enfin, l’exécutif de Résif était composé d’un directeur (désigné pour un mandat de quatre ans) et d’un bureau. Ce dernier était composé du président du comité directeur, du directeur et de trois membres nommés par le comité directeur.

### Actions spécifiques et transverses de Résif
Les différents réseaux permanents et parcs d’instruments mobiles constitutifs de Résif ont été organisés au sein d’actions spécifiques de Résif.

#### Les actions spécifiques
Résif a permis l'installation de nombreux instruments de mesure, installés de manière permanente et répartis sur l’ensemble du territoire national métropolitain. La localisation des instruments a été définie par les objectifs scientifiques du projet, avec une densification dans les zones de forte sismicité. Ces réseaux permanents ont été complétés par des parcs d'instruments mobiles permettant la collecte de données sismologiques, géodésiques et gravimétriques pour des objectifs ciblés, en l’absence d’observatoires permanents, ou en complément de ces observatoires pour densifier l’échantillonnage spatial. Les instruments sont qualifiés de mobiles car ils sont utilisés dans le cadre d’expériences à durées limitées (de quelques jours à quelques années). Ils sont mis à disposition des chercheurs de la communauté des Sciences de la Terre.

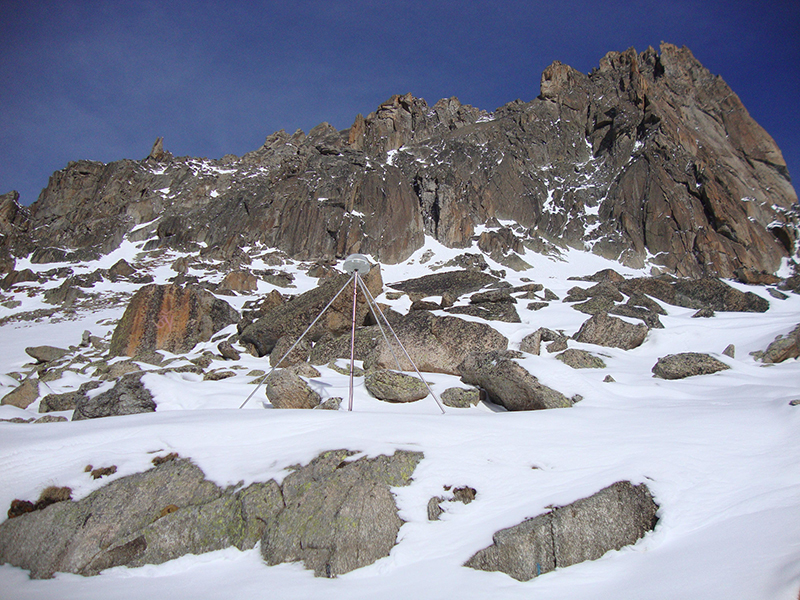
Antenne GNSS de la station permanente ARGR de Résif-Rénag sur le glacier d'Argentière (Haute-Savoie)

- En sismologie : Rap (Réseau accélérométrique permanent), RLBP (Réseau large bande permanent) et SisMob (Parc national sismologique mobile)
- En géodésie : Rénag (Réseau national GNSS permanent), stations françaises du réseau RGP opérées par l'IGN, Stations françaises du réseau Regina opéré par le CNES et GPSMob (Parc national GNSS mobile)
- En gravimétrie : Gravimètres permanents et mobiles

#### Les actions transverses
Les actions transverses étaient un dispositif de l’infrastructure Résif concernant plusieurs actions spécifiques ou relevant de problématiques communes à l’ensemble des thématiques. Elles étaient au nombre de trois :
- Action transverse sismicité (ATS) : s’inscrit dans le cadre de la valorisation scientifique et regroupe l’ensemble des informations sur la sismicité de la France sur les sites web du BCSF et du RéNaSS (Réseau National de Surveillance Sismique).
- Action transverse système d’Information (ATSI) : s’inscrit dans un cadre national, européen et international de distribution libre en temps rapide des données et métadonnées géophysiques.
- Action transverse communication et valorisation Scientifique (ATCVS) : concerne tout d’abord la diffusion des résultats scientifiques, mais également la communication vers un public élargi (pouvoirs publics, enseignants, grand public).

### Observatoires des sciences de l'Univers et Services Nationaux d'Observation
Comprendre le fonctionnement interne de la Planète est un objectif fondamental de la recherche en sciences de la Terre. Cette recherche nécessite de documenter sur le long terme la formation, l’évolution, la variabilité et l’activité des milieux terrestres, afin de faire progresser les connaissances dans ces domaines. Pour cela, le CNRS a mis en place des services nationaux d’observation (SNO) regroupés thématiquement en Actions nationales d’observation (ANO). Les SNO sont mis en œuvre par des Observatoires des sciences de l’Univers (OSU) et les laboratoires qui leur sont rattachés ainsi que d’autres établissements de recherche français.
OSU impliqués dans Résif :
- Ecce Terra
- École et observatoire des sciences de la Terre – Eost
- Institut de physique du globe de Paris – IPGP
- Institut universitaire européen de la mer – IUEM
- Observatoire aquitain des sciences de l’Univers (OASU)
- Observatoire de la Côte d’Azur – Oca
- Observatoire de Paris
- Observatoire de physique du globe de Clermont-Ferrand – OPGC
- Observatoire de recherche méditerranéen de l’environnement – Oreme
- Observatoire des sciences de l’Univers de Grenoble – Osug
- Observatoire des sciences de l’Univers de Nantes Atlantique – Osuna
- Observatoire des sciences de l’Univers de Rennes – Osur
- Observatoire Midi-Pyrénées – OMP
- Theta

## Financements
Les partenaires de Résif, via leurs financements propres (personnels, locaux, véhicules…), ont participé à sa construction et à son fonctionnement.
Résif a été labellisé Système d’observation et d’expérimentation pour la recherche et environnement (SOERE) à partir de 2010,,. Les crédits SOERE sont alloués par le Ministère de l’enseignement supérieur, de la recherche et de l’innovation sur proposition de l’Alliance nationale pour la recherche en Environnement (AllEnvi). 

Le Ministère de la transition écologique (MTE) a contribué à financer la construction du système d’archivage et de distribution des données du Réseau accélérométrique permanent (Rap) et à la construction du Réseau large bande permanent notamment. Il participe encore aujourd’hui financièrement à la maintenance du parc du Rap, à des actions de valorisation des données et de diffusion des connaissances et aux activités de l’Action transverse sismicité que l'on retrouve dans Epos-France.
Le fonctionnement récurrent de Résif était assuré avec du financement TGIR (Très grandes infrastructures de recherche) du CNRS.
Résif a été lauréat de la deuxième vague des Equipements d’excellence (EquipEx) en décembre 2011 sous le nom de Résif-Core,. Le soutien financier, assuré dans le cadre du Programme Investissements d’Avenir gérés par l’Agence nationale de la recherche (ANR), s’élèvait à 9,3M€ sur 9 ans (10 ans pour le soutien au fonctionnement). Ce financement a participé à hauteur de 50% environ à la construction et à l’installation de l’instrumentation nécessaire à Résif, et notamment au projet de Construction large bande qui visait à bâtir un réseau de stations sismologiques couvrant l’ensemble du territoire, avec une densité accrue dans les zones les plus sismiques. Fin 2022, environ 170 stations étaient installées.

Carte du réseau instrumental de Résif

## Instrumentation
Les défis scientifiques posés par l’exploitation des ressources et le développement d’activités humaines durables et compétitives nécessitent des instruments performants de mesure et d’observation de la Terre, de ses mouvements, de ses richesses et des risques naturels.
Résif comprenait des instruments sismologiques (vélocimètres et accéléromètres), géodésiques (GNSS) et gravimétriques. En août 2021 on comptait 956 stations permanentes Résif et 300 stations mobiles déployées sur 5893 sites.
L’installation, le fonctionnement et la maintenance des instruments ont été assurés et sont toujours assurés par les personnels des observatoires des sciences de l’Univers impliqués dans Résif, puis dans Epos-France, dans le cadre des actions spécifiques.
De nombreuses photos des stations Résif sont disponibles dans l'archive ouverte Hal-Résif  – rebaptisée Hal Epos-France  – qui présente également des cartes du réseau, des vidéos et posters, ainsi que des documents liés aux évènements sismiques en France métropolitaine et Départements d'Outre-Mer : photos de dégâts provoqués par les séismes, images de missions post-sismiques, rapports post-sismiques.

## Système d'information
Les données de Résif et Epos-France sont en accès libre sous une licence CC-BY 4.0. Elles sont distribuées selon les standards et formats internationaux spécifiques à chaque type de données via les différents portails et serveurs du système d’information Epos-France. En 2021 Résif mettait à disposition de la communauté environ 130 To de données. Des produits et logiciels ont également été développés et mis à disposition de la communauté suivant une politique de science ouverte.

## Diffusion des sciences
Les membres de la communauté Résif-Epos ont contribué activement à la diffusion des sciences auprès d'un public varié et sur tout le territoire, lors d'évènements nationaux tels que la Fête de la Science ou la Nuit des chercheurs.
Le 24 novembre 2022 a eu lieu le lancement,, du site web "L'ObservaTerre " qui s'adresse au grand public. Le site regroupe plus de 60 pages de textes, photos, vidéos, interviews, podcasts (plus de 200 médias) et liens relatifs la sismicité de la France, à la sismologie, à la géodésie et à la gravimétrie.  Il met à disposition des ressources sur l'aléa et le risque sismiques, sur les métiers des géosciences, sur les techniques, instruments et applications de la sismologie et de la géodésie. On y trouve aussi des outils pédagogiques pour les enseignants, un glossaire, ou encore des liens vers des ressources complémentaires. Une carte interactive permet d'accéder aux signaux des séismes enregistrés par toutes les stations sismologiques Résif  –  désormais Epos-France  – en métropole. Le site propose également des accès par profils pour les journalistes, les enseignants, les hôtes de stations sismologiques Résif/Epos-France.
En 2023, l’ObservaTerre a fait peau neuve à la suite de la transformation de l’infrastructure de recherche Résif-Epos en Epos-France. Retrouvez tout son contenu sur observaterre.fr